# گریازیف شیپونوف گش-۲۳
گریازیف شیپونوف گش-۲۳ (ГШ-۲۳) یک توپ اتوماتیک دو لول ۲۳ میلیمتری است که در شوروی جهت استفاده در هواپیماهای نظامی طراحی شد. این توپ در سال ۱۹۶۵ وارد خدمت شد و مدلهای قدیمی‌تر نودلمان-ریختر ان.آر-۲۳ را جایگزین کرد.

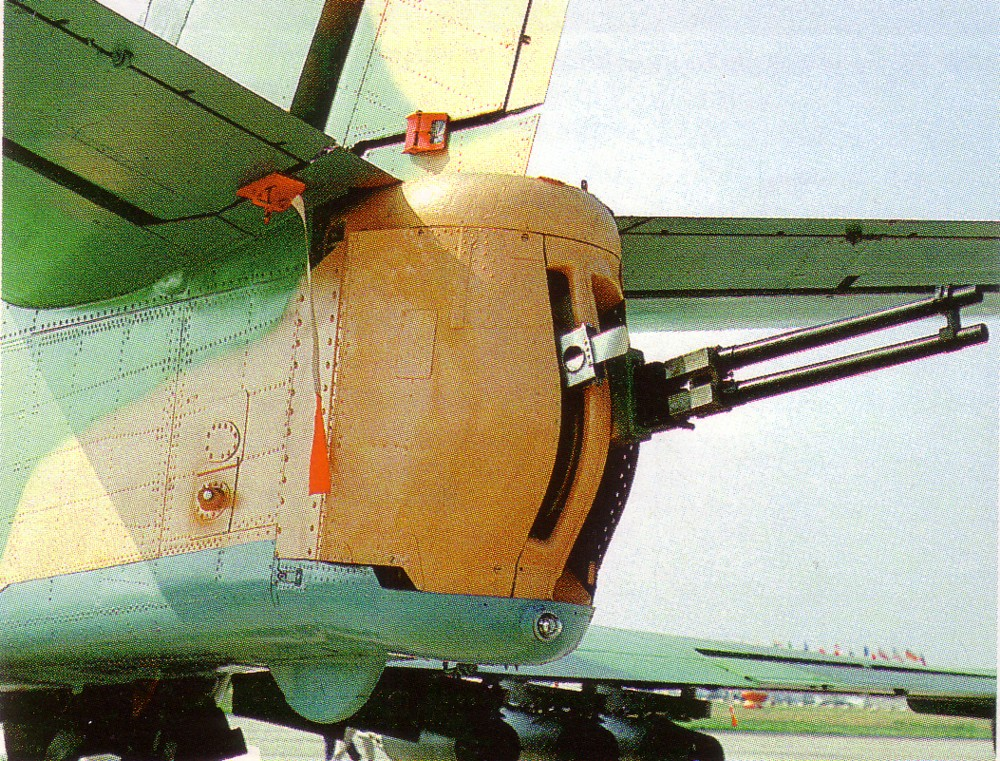
یک توپ گش-۲۳ سوار شده در عقب یک ایلیوشین-۱۰۲